# Dangerous Night
«Dangerous Night» es una canción de rock electrónico interpretada por la banda estadounidense 30 Seconds to Mars y lanzada como segundo sencillo de su quinto álbum de estudio «America» (2018). La canción fue lanzada como sencillo en descarga digital y streaming el 25 de enero de 2018. Fue escrito por Stevie Aiello y Jared Leto, quien también produjo la canción con Zedd. 
«Dangerous Night» fue descrita como una canción personal y edificante caracterizada por una naturaleza antiética y eufórica. Marcó una fuerte desviación de gran parte del trabajo anterior de la banda, ya que incorpora un sonido más suave, así como elementos de la música electrónica de baile. La canción está imbuida de influencias de arena rock y música ambiental.

## Antecedentes
«Dangerous Night» fue escrita por el vocalista principal Jared Leto y el músico de estudio Stevie Aiello. Fue producido por Leto y Zedd, quienes también mezclaron la pista. Zedd había trabajado anteriormente con 30 Seconds to Mars en una versión en vivo de su canción «Stay the Night». Ryan Shanahan fue asistente de mezcla. «Dangerous Night» se grabó en el Centro Internacional para el Avance de las Artes y las Ciencias del Sonido en Los Ángeles, California.
La canción se estrenó en el programa de radio de Beats 1 de Zane Lowe en Londres el 25 de enero de 2018. Pronto estuvo disponible comercialmente para su descarga.

## Presentaciones en vivo
La canción fue interpretada en vivo en la televisión por primera vez en The Late Show with Stephen Colbert.

## Posicionamiento en lista
| Lista (2018)                    | Posiciones |
| ------------------------------- | ---------- |
| Australia Download (ARIA)       | 28         |
| Canada Download (Billboard)     | 40         |
| República Checa (Rádio Top 100) | 66         |
| New Zealand Heatseekers (RMNZ)  | 10         |